# (15760) Albion
Pour les articles homonymes, voir Albion (homonymie).
(15760) Albion (désignation provisoire 1992 QB1) est un petit corps découvert au-delà de l'orbite de Neptune par David Jewitt et Jane Luu, de l'Institut d'astronomie de l'Université de Hawaï, le 30 août 1992.
Sa surface est plutôt rouge, indiquant la présence de composés carbonés.
Il a donné son nom provisoire à une classe d'astéroïdes transneptuniens évoluant dans la ceinture de Kuiper, les cubewanos.

## Dénomination
Les découvreurs voulurent nommer leur découverte « Smiley », d'après George Smiley, un personnage de roman de John le Carré, mais ce nom était déjà donné à l'astéroïde (1613) Smiley, nommé en l'honneur de l'astronome américain Charles Hugh Smiley (1903-1977). Le catalogue officiel n'a donc pas pu l'utiliser et il est resté connu sous sa désignation provisoire, (15760) 1992 QB1, pendant plus de 25 ans, avant de recevoir son nom définitif le 31 janvier 2018 dans la Circulaire sur les planètes mineures no 108697. Le nom « Albion » fait référence à un personnage de la mythologie de la création de William Blake (1757-1827) : Albion est l'homme primordial de l'île, qui s'est divisé en quatre Zoas (Urthona, Urizen, Luvah et Tharmas, chacun représentant des aspects importants de la personnalité humaine).

## Le premier Cubewano, origine du nom
Albion est important historiquement car il s'agit du premier objet de la ceinture de Kuiper découvert après Pluton et Charon.
Cet objet a en conséquence donné son nom au groupe des cubewanos. En anglais sa dénomination provisoire QB1 se prononce /kjuːbiːwʌn/ ce qui phonétiquement donne ce nom. Cette famille rassemble les objets de la ceinture de Kuiper pas ou peu soumis à la résonance des planètes extérieures. Avec son orbite faiblement excentrique, Albion est en effet l'archétype des objets classiques de la ceinture de Kuiper (CKBO pour classical Kuiper-belt objects en anglais). Sa trajectoire est typique de ces objets qui se sont formés lors d'une agglomération lente dans un disque de matière calme.